# بول رينكه
بول هاينريش أدالبرت رينكه (25 سبتمبر 1872-12 مايو 1958) هو مؤرخ ألماني وعالم آثار. 

## الجوائز
- 1942: وسام جوته للفنون والعلوم  [لغات أخرى]‏
- 1953: وسام الاستحقاق من جمهورية ألمانيا الاتحادية (Großes Verdienstkreuz der Bundesrepublik Deutschland).

## روابط خارجية
- السيرة الذاتية الألمانية
- مرجع أكسفورد: Paul Reinecke